# Walney Costa
Walney Costa é um ator, autor e diretor. Nasceu em Triunfo no Rio Grande do Sul, Brasil, em 21 de setembro de 1961.
Sua peça de estreia em Porto Alegre foi "O Maravilhoso Mundo do Circo" de Euclides Dutra de Morais em 1981, Escolhido o Melhor Ator do Ano pelo Jornal Zero Hora e indicado ao Prêmio Açorianos. 
No ano de 1982 protagonizou a peça  Marat-Sade de  Peter Weiss, no papel de Marat, com direção de Nestor Monastério e Juan Carlos Sosa. Marat-Sade recebeu o prêmio de Melhor Espetáculo Internacional no Festival Florêncio em Montevideo, Uruguai.
No Rio de Janeiro  em 1985 atuou na peça Bailei na Curva, de Julio Conte,  que recebeu o prêmio Mambembe de "Melhor Espetáculo" e representou o Brasil no Festival Internacional de Expressão Ibérica FITEI  em Portugal. 
No ano de 1992  no Congresso Internacional América 92 realizado  no Rio de Janeiro pela UFRJ , dirigiu  "A Tragédia do Fim de Atawallpa" , peça Inca de 1508, recuperada pelo pesquisador Jesus Lara. A Montagem dirigida por Walney Costa  teve Joãozinho Trinta como AtawAllpa e Grande Otelo como Waila Wisa e um grande elenco que incluiu meninos e meninas do Complexo da Maré e da Flor do Amanhã.
Participou da retomada do Teatro Oficina em São Paulo  nos anos 80  sob a Direção de Zé Celso, quando fez "Zeus" na encenação dos Ritos de "Bacantes" de Eurípides. Posteriormente em 1993/94 /95 participou da reinauguração oficial do Teatro Oficina, atuando nas peças "Ham-let" no papel d Rei Cláudio, em " Mistérios Gozosos" no papel do Santeiro do Mangue - Seu Olavo dos Santos -  e  na primeira montagem de "Cacílda"  de Zé Celso Martinez Corrêa. com co-direção de Marcelo Drummond. 
No ano de 2002, no grupo d Teatro Cemitério de Automóveis, atuou nas peças "Ovelhas que Voam se Perdem no Céu", "Nossa Vida Não Vale Um Chevrolet", entre outras com direção d Mário Bortolotto.
Com Paulo Autran conduziu a cena do projeto Espetáculo Som e Luz, da Fundação Roberto Marinho, no Museu Imperial de Petrópolis, em um filme  dirigido por Ricardo Nauenberg.
Suas peças  "A União Faz a Farsa" e "Me Ama" foram encenadas em Portugal com direção de Willian Gavião.
Sua peça "REATOR" foi publicada em Portugal na Revista de Arte "Águas Furtadas 4+5" . 
Sua peça deTeatro "60 & Over" teve a parceria de Elisa Lucinda e direção de Maurício Abud.
Walney Costa  criou e dirigiu o Grupo TEATRO de AREIA no Rio de Janeiro e montou ialgumas peças d sua autoria como "SÊMEN ETÉREO", "ME AMA", "VERSÃO BRASILEIRA DO SIM e do NÃO", "COVA RASA RISO ROSA" entre outras .... Sempre aproveitando cenários naturais como a Orla da Praia, o Parque das Ruínas, as Ruas d Santa Teresa,  etc ...
Na televisão estreou no seriado "O PRIMO BASÍLIO" na Rede Globo no papel de Visconde Reinaldo com direção d Daniel Filho. Fez a novela "MANDALA" no Papel d Sinésio direção de Roberto Talma. 
Na Novela "XICA da SILVA" da Rede Manchete atuou no papel do Dr. Lourenço Sabóia, com direção de Walter Avancini. Na novela "VALE TUDO" fez o Detetive Veiga, investigador da morte da icônica personagem Odete Roitman. Fez  também várias participações especiais em novelas e séries como Mulheres de Areia,  Paraíso Tropical,  Salve Jorge,,  Malhação,  Sex Appeal, O Brado Retumbante, Uma Noite no Castelo,  entre outras...
Walney protagonizou peças teatrais dividindo a cena com grandes atrizes brasileiras: Yona Magalhães em Falcão Peregrino, direção d Naum Alves de Sousa. Itala Nandi em Tiradentes Meu  Amor, direção Tiago Santiago. Lucélia Santos em A Casa de Anaïs Nin  direção Ticiana Studart.  Beth Goulart em Amor Consciente, direção Celina Sodré.  Catarina Abdala  e Duse Nacarati em O Homem e o Cavalo de Oswald de  Andrade, direção Milton Dobbim . Christiane Tricerri e Leona Cavalli em os Mistérios Gozosos , direção  José Celso Martinez Corrêa. 
Atualmente reside em Porto Alegre onde ministrou oficinas d atuação na Casa d Cultura Mário Quintana, no Centro Cultural Érico Veríssimo, no Theatro São Pedro e Multipalco ...
Em Porto Alegre  dirigiu e atuou em sua peça REATOR  e foi um  dos protagonistas na série PARALELO 3O, direção de Frederico Ruas e veiculada no canal Prime Box Brazil e disponível na plataforma Sulflix .

## Alguns trabalhos em televisão
1987/88 - Mandala (novela) direção de Roberto Talma.  Personagem: Sinésio.
1988-O Primo Basílio (mini-série) autoria de  Gilberto Braga e Leonor Bassères, direção de Daniel Filho. Personagem: Visconde Reynaldo.
1989-Vale tudo (novela) Autoria: Gilberto Braga, Aguinaldo Silva e Leonor Bassères, direção Dennis Carvalho. Personagem:Detetive Veiga 
1996/97-Xica da Silva(novela) Autoria :Walcyr Carrasco ( Adamo Angel) direção de Walter Avancini. Personagem: Dr. Lourenço.
2007-Paraíso Tropical (novela) Autoria: Gilberto Braga e Ricardo Linhares.Direção: Dennis Carvalho, José Luiz Villamarim Personagem: Policial Uchôa
2009-Uma Noite no Castelo (especial) Argumento de Renato Aragão e Direção de Marcus Figueiredo. Personagem: Calimero
Além de diverso comerciais.

## Ministrante de teatro
Walney Costa foi ministrante dos cursos de artes cênicas no MAM (Museu de Arte Moderna do Rio de Janeiro),
e na CAL (Casa de Artes de Laranjeiras) e na Escola de Teatro Martins Pena.
Em 1997 foi criador do Grupo  Teatro de Areia - Companhia CenAcumulada de Revolução Solar e Biodiversidade da Biomassa Comum e Presente - Um    Em 1997 no Rio de Janeiro, dirigindo diversas peças de sua autoria como: Sêmen Etéreo e Me Ama.
Em 2012 foi o primeiro profissional convidado a ministrar as novas salas do Multipalco Teatro São Pedro com o Curso "Oficina de Atuação".
Em 2013 ministrou o curso "A Vontade de Poder na Atuação," também no espaço Multipalco de Teatro São Pedro.

## Trabalhos em Portugal
As peças "Me Ama" e  "A União faz a Farsa" foram encenadas pelo grupo Cair-Te de direção de William Gavião na Cidade do Porto em Portugal.
Também em Portugal teve publicado seu texto para teatro REATOR  na revista de arte AGUAS FURTADAS.
Atualmente estão em progresso os trabalhos de SPYRAL-MAN, um show com canções.